# Hoyvík
Hoyvík est une ville des îles Féroé qui a quasiment fusionné avec Tórshavn et qui est maintenant considéré comme la banlieue est de la capitale des îles Féroé.
De par sa proximité avec Tórshavn, la ville augmente son parc immobilier.
Hoyvík est la 3e ville la plus peuplée des îles Féroé.

## Démographie
| Population par année | Population par année |
| -------------------- | -------------------- |
| 1970                 | ?                    |
| 1980                 | ~ 465                |
| 1985                 | 811                  |
| 1990                 | 1.278                |
| 1995                 | 1.825                |
| 2000                 | 2.389                |
| 2006                 | 2.998                |
| 2008                 | 3.321                |
| 2011                 | 3.633                |
| 2012                 | 3.641                |
| 2015                 | 3.805                |
| 2025                 | 4.687                |

## Personnalités liées à la ville
- Høgni Hoydal (1966), vit à Hoyvík.
- Karsten Hoydal (1912-1990), écrivain et homme politique.